# Orgun
Orgun – wieś w prowincji Balch  w północnym Afganistanie.

## Odsyłacze
- Satelitarna mapa w serwisie Maplandia.com